# Bezzia flavipennis
Bezzia flavipennis är en tvåvingeart som beskrevs av Tokunaga 1939. Bezzia flavipennis ingår i släktet Bezzia och familjen svidknott. Inga underarter finns listade i Catalogue of Life.